# Rock neoprogressivo
Rock neoprogressivo (também neo progressivo ou simplesmente neo prog) é um subgênero do rock progressivo, que surgiu na década de 1980, renascido após a queda do movimento do rock progressivo clássico, na década de 1970. Nesse gênero, dentre as bandas mais famosas encontram-se Marillion, IQ, Arena e Pallas.
O estilo é um esforço em fundir estruturas musicais complexas, sons do rock progressivo dos anos 1970 (marcantes em bandas como Genesis e King Crimson) e a música popular na década de 1980. O Genesis tem sido uma influência particularmente importante e recorrente para as bandas do gênero. O início do rock neoprogressivo foi marcado pelas letras sofisticadas e pelos temas obscuros. Enquanto a acessibilidade do gênero na mídia é discutível, suas canções eram mais comerciais e acessíveis que o rock progressivo anterior. 

## História
O fim dos anos 70 viram a queda do rock progressivo em virtude da ascensão do punk, uma música mais simples que "qualquer um podia tocar". Outros movimentos contribuíram para a queda do progressivo, como o pop e o new wave.
A grande maioria das bandas de rock progressivo formadas nas décadas de 1960 e 1970 tiveram um fim ou uma caída nessa época. Yes e Genesis, por exemplo, mudaram radicalmente seu estilo para pop ou soft rock. Pink Floyd e outras bandas acabaram desfazendo-se.
Nessa época, devido à influência desses outros estilo, especialmente o new wave, formaram-se bandas que possuíam características do progressivo, porém não eram tão marcantes e perceptíveis, e acharam seu meio no estilo da época. Baseados principalmente na música de Genesis, Pink Floyd, Camel e Van der Graaf Generator, essas bandas criaram esse novo estilo adicionando elementos como bateria mais presente e guitarras mais pesadas, características que mais tarde, na década de 1990, dariam origem ao metal progressivo.
A primeira banda provavelmente a lançar um álbum que se aproxima desse estilo foi Saga, que começou em 1979. Pouco posteriormente foram lançados Script for a Jester's Tear (1983) do Marillion, The Wake (1985) do IQ e The Sentinel (1984) do Pallas. O Marillion tornou-se a banda mais marcante. Seu álbum de 1985, Misplaced Childhood (um álbum-conceito), foi o mais marcante do estilo.

### Na atualidade
Muitos consideram o fim do neo progressivo clássico a saída de Fish do Marillion, em 1987, após o lançamento do álbum Clutching at Straws.
Após essa época, apesar dos gêneros do rock progressivo tenham se divido e se expadido bastante, o neo-progressivo continua ativo, não somente nas bandas que surgiram na década de 1980 (IQ, Pendragon, Marillion, Pallas), mas também com bandas que surgiram na década de 1990 e 2000 (Arena, Cast, Satellite, Collage, Galleon, entre outras).

## Características
O neo progressivo tem uma aproximação muito forte do rock progressivo clássico, mas suas principais diferenças são:
- mais profundas que o new wave, tanto musicalmente quanto sonoramente;
- música dinâmica, com muitos solos, especialmente de guitarra e teclado;
- a sofisticação da música fica entre o rock popular e aquela encontrada em bandas clássicas como Yes, Genesis e Camel;
- as letras normalmente são ricas e profundas, tratando dos mais variadas assuntos.

## Opiniões
O neo progressivo, de uma maneira geral, tende a ser muito bem dividido, do ponto de vista do ouvinte. Aquele que gosta do rock progressivo clássico tende a achar o neo-progressivo fraco e diluído (ou uma "cópia mal-feita"). O fã de new wave ou pop poderá achar o estilo muito rebuscado, e portanto pouco apreciável. Em geral, os que gostam de neo-progressivo, porém, tendem a gostar também dos dois estilos.
O estilo é frequentemente criticado pela falta de originalidade, mesmo por artistas como Robert John Godfrey do The Enid, cuja banda é geralmente promovida por fãs do gênero. Ele cita:
"De forma geral eu não gosto do neo-prog simplesmente porque muito dele não é nada progressivo. Uma falta geral de talento, charme e habilidades musicais condicionam tais bandas tolas. Essa é a principal razão para o qual esse gênero se tornou se tornou a piada do rock e isso me irrita.

Eu poderia da mesma forma estar falando sobre o Marillion assim como o Pendragon - não é pessoal. Ambos são ruins da mesma forma. Nada de sexo - nada de romance - nada de carisma - nada de poder - nada de imaginação - nada de surpresa - nada de aventura na harmonia ou ritmo; é somente uma mera cópia de um conjunto de progressões, estruturas e riffs bem apresentados."
Apesar das críticas, o neo prog ainda promoveu uma grande e significativa base de fãs e álbuns são constantemente lançados. Uma das maiores gravadores do gênero é a InsideOut Music. Fãs de metal progressivo podem encontrar no estilo uma boa alternativa, com um som ligeiramente mais leve, dependendo da banda.

## Maiores bandas
Abaixo segue uma lista das bandas marcantes do neo-progressivo:
- Marillion (1983-1987: era Fish, 1987- : era "H")
- Saga (1979-)
- Arena (1995-)
- IQ (banda) (1983-)
- Pendragon (1985-)
- Pallas (1984-)
- Collage (1990-1995)
- Satellite (2003-)
- Twelfth Night (1980-1986)
- Galleon (1992-)
- Galahad (1993-)